# Jules Rolland (Turner)
Jules Louis Rolland (* 24. März 1877 in Valentigney; † 14. Januar 1929 in Hautmont) war ein französischer Turner.

## Leben
Jules Rolland gehörte in Joinville-le-Pont dem 109. Linienregiment an. Bei den Olympischen Sommerspielen 1900 in Paris belegte in dem als „Championnat International de Gymnastique“ bezeichneten Einzelmehrkampf den 4. Platz. Drei Jahre später konnte er bei den Weltmeisterschaften in Prag eine Bronze- sowie drei Silbermedaillen gewinnen. Bei den Olympischen Sommerspielen 1908 in London wurde Rolland im Einzelmehrkampf Zehnter.